# 簡略減數分裂
簡略減數分裂（Brachymeiosis）是子囊菌門真菌有性生殖中的一個假說，描述子囊菌在產生子囊時，比正常減數分裂多經過一次核融合的過程。在此假說的描述中，子囊在產生子囊孢子時，當中的四個二倍體核會分裂成八個單倍體核。以目前的科學共識而言，簡略減數分裂並不存在於任何真菌中。
子囊菌會藉由形成雄配子囊及雌配子囊（即藏精器及藏卵器）來進行有性繁殖。藏精器會將單套的核傳給藏卵器，使藏卵器便成為具有兩個核的雙核子囊，接著子囊內會發生核融合並形成二倍體核，並經過一次減數分裂及一次有絲分裂後生成八個單倍體核的子囊孢子。1895年，在植物學家羅伯特·阿爾默·哈波的報告中，觀察到子囊生成（ascogeny）之前藏卵器發生了第二次核融合。這意味著在子囊中會產生四倍體核，而非二倍體核；正常有絲分裂不會改變染色體的倍性，但為了產出單倍體核，子囊需要進行第二次的分裂以降低其倍性，這種分裂在西元1908年被H. C. I. Fraser稱為「簡略減數分裂」。
隨著許多與此假說矛盾的研究結果被發表，簡略減數分裂的存在於20世紀的上半世紀一直備受爭議。當更加進步的染色技術問世，研究人員們發現子囊中只發生一次減數分裂，且對於所有實驗物種，包含先前就已經被認為會進行簡略減數分裂的物種而言，都是如此。因此，這些描述雙重核融合的相關理論及簡略減數分裂假說便在西元1950年左右被捨棄。